# Octavio Mey
Octavio Mey est un négociant d'origine italienne né à Lyon en 1618 et mort dans cette même ville en 1690.

## Biographie
En 1655 il élabore la technique du lustrage de la soie qui permet d’améliorer la qualité de la soie lyonnaise.
En 1873 l'ancienne rue Poulaillerie-Saint-Paul de Lyon est renommée rue Octavio-Mey à la suite du remodelage du quartier Saint-Paul.